# Fryderyk August Rutowski
Fryderyk August Rutowski, in tedesco Friedrich August von Rutowski (Varsavia, 19 giugno 1702 – Pillnitz, 16 marzo 1764), è stato un generale e nobile polacco.
Era figlio illegittimo di re Augusto II di Polonia (già elettore di Sassonia) e prese parte valentemente alla guerra dei sette anni.

## Biografia

### La famiglia e i primi anni

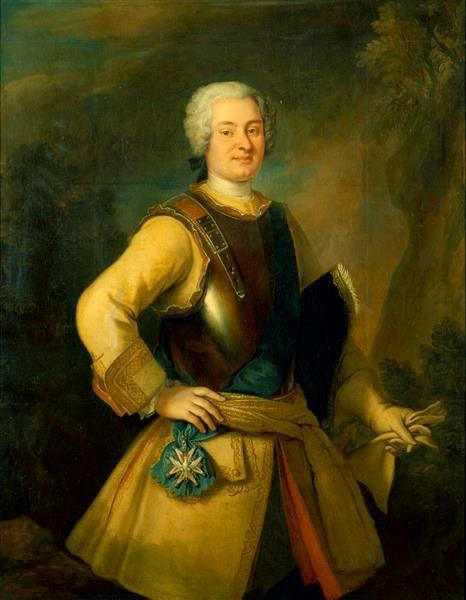
Il giovane conte Rutowski in un ritratto di Louis de Silvestre del 1750.

Federico Augusto era figlio illegittimo di Augusto II di Polonia e della sua amante, Fatima (di origini turche). Sua madre era stata catturata durante l'assedio di Buda da Hans Adam von Schöning. Dopo che divenne l'amante del re, venne battezzata col nome di Maria Anna e si spostò alla corte di Dresda.
Il bambino che nacque dalla relazione tra i due prese il nome di Federico Augusto, ma poco dopo la sua nascita Fatima venne fatta sposare da Augusto II al suo valletto di camera, Johann Georg von Spiegel. Pur vivendo con una differente famiglia, Federico Augusto venne seguito dal suo vero padre, in particolare per quanto riguarda l'educazione, pagandogli dei viaggi a Parigi dove ebbe modo di incontrarsi più volte con la sorellastra Anna Karolina (poi contessa Orzelska) e tornare con lei a Dresda.
Fatima, malgrado il matrimonio, continuò ad essere l'amante di Augusto II. Nel 1706, diede al re un secondo figlio, una femmina, che venne chiamata Maria Anna Katharina. Nel 1715 Johann Georg von Spiegel mor e cinque anni più tardi la loro madre lo seguì alla medesima sorte. Fu solo a quel punto che Augusto il Forte prese a cura personalmente la tutela dei bambini e li riconobbe entrambi nel 1724. Poco dopo concesse a entrambi il titolo di conte e contessa Rutowski, con uno stemma composto da elementi delle armi della Polonia e della Sassonia.
L'8 ottobre 1724, Federico Augusto ottenne dal padre l'Ordine dell'Aquila Bianca e gli concesse il grado di colonnello dell'esercito sassone.

### La carriera militare

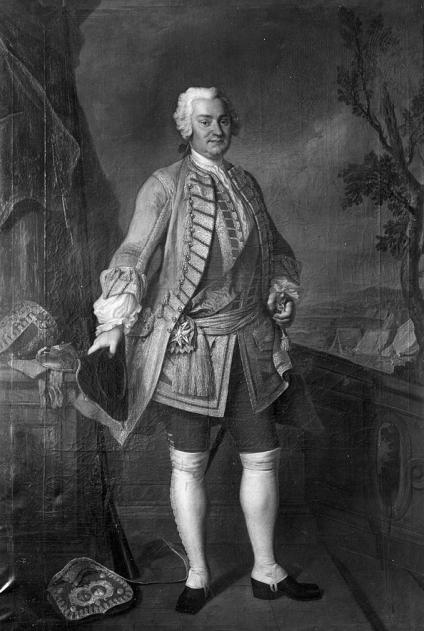
Il conte Rutowski in un ritratto di Louisa de Silvestre.

Dopo un soggiorno a Monaco di Baviera ed a Venezia, il conte Rutowski giunse nel febbraio del 1725 alla corte del re di Sardegna Vittorio Amedeo II di Sardegna a Torino, ottenendo il comando di un reggimento di stanza ad Alessandria. Si appassionò a tal punto alla vita di corte di Torino che chiese al padre il permesso di iscriversi nell'esercito francese per rimanere nella capitale piemontese. Il padre, invece, gli rifiutò tale richieste e anzi gli ordinò di fare ritorno in patria.
Il 26 maggio 1727 divenne maggiore generale dell'esercito sassone e poco dopo passò al servizio dei prussiani; ad ogni modo, nel 1729, tornò nell'esercito sassone. Negli anni successivi, durante la guerra di successione polacca, prese parte alle campagne in Polonia e nell'area del Reno, divenendo tenente generale dal 1º gennaio 1736 e comandante della guardia del corpo reale. Nel 1737 venne nominato comandante del contingente sassone impegnato nella guerra contro i Turchi in Ungheria.
Il 21 aprile 1738 venne promosso al rango di generale di cavalleria, il 9 agosto 1740 divenne governatore di Dresda e comandante dei granatieri della guardia ed il 10 agosto ottenne il titolo di Landzeugmeister. Il 10 gennaio 1742 venne nominato comandante di un reggimento di dragoni.
Durante la Prima guerra di Slesia comandò le truppe sassoni in Boemiae prese parte il 26 novembre 1742 all'assedio di Praga. Federico Augusto comandò le truppe sassoni che presero parte alla battaglia di Kesselsdorf, presso Dresda (15 dicembre 1745), subendo una delle più pesanti sconfitte della seconda guerra di Slesia contro il principe Leopoldo I di Anhalt-Dessau.
Il 6 gennaio 1746 ottenne il rango di generale in capo dell'esercito e l'11 gennaio 1749, infine, venne nominato feldmaresciallo. Durante i successivi anni di pace, non riuscì malgrado i suoi sforzi a influenzare il primo ministro Brühl che aveva significativamente ridotto l'esercito sassone per contenere le spese dello stato.

### L'assedio di Pirna e gli ultimi anni
Con lo scoppio della guerra dei sette anni, concentrò l'esercito sassone (composto da soli 18.100 uomini in tutto) presso la fortezza di Pirna dove, coi suoi uomini, per sei settimane venne assediato dall'esercito di Federico II di Prussia sino a quando, il 16 ottobre 1756, venne costretto a capitolare e divenne prigioniero dei prussiani.
Rinunciò ad ogni sua carica militare dopo il trattato di Hubertusburg l'8 marzo 1763. Morì l'anno successivo, all'età di 62 anni.

## Matrimonio e figli
Il 4 gennaio 1739 Federico Augusto sposò la principessa Ludovika Amalie Lubomirska. L'unico figlio avuto dalla coppia, Augusto Giuseppe (n. 2 agosto 1741) morì di vaiolo a Braunschweig il 17 gennaio 1755.

## Ascendenza
|                                                                                |   |                                            | Genitori                                     |  |  | Nonni |  |  | Bisnonni                                       |  |  | Trisnonni                                     |  |
|                                                                                |   |                                            |                                              |  |  |       |  |  | Johann Georg II, principe elettore di Sassonia |  |  | Johann Georg I, principe elettore di Sassonia |  |
|                                                                                |   |                                            |                                              |  |  |       |  |  | Johann Georg II, principe elettore di Sassonia |  |  | Johann Georg I, principe elettore di Sassonia |  |
|                                                                                |   | Magdalena Sibylle von Preußen              |                                              |  |  |       |  |  | Johann Georg II, principe elettore di Sassonia |  |  |                                               |  |
| Johann Georg III, principe elettore di Sassonia                                |   |                                            |                                              |  |  |       |  |  | Johann Georg II, principe elettore di Sassonia |  |  |                                               |  |
|                                                                                |   | Magdalena Sibylle von Brandenburg-Bayreuth | Christian, margravio di Brandeburgo-Bayreuth |  |  |       |  |  |                                                |  |  |                                               |  |
|                                                                                |   | Magdalena Sibylle von Brandenburg-Bayreuth | Christian, margravio di Brandeburgo-Bayreuth |  |  |       |  |  |                                                |  |  |                                               |  |
|                                                                                |   | Magdalena Sibylle von Brandenburg-Bayreuth | Marie von Preußen                            |  |  |       |  |  |                                                |  |  |                                               |  |
| August II, re di Polonia, granduca di Lituania e principe elettore di Sassonia |   | Magdalena Sibylle von Brandenburg-Bayreuth |                                              |  |  |       |  |  |                                                |  |  |                                               |  |
|                                                                                |   | Frederik III, re di Danimarca              | Christian IV, re di Danimarca                |  |  |       |  |  |                                                |  |  |                                               |  |
|                                                                                |   | Frederik III, re di Danimarca              | Christian IV, re di Danimarca                |  |  |       |  |  |                                                |  |  |                                               |  |
|                                                                                |   | Frederik III, re di Danimarca              | Anna Katharina von Brandenburg               |  |  |       |  |  |                                                |  |  |                                               |  |
| Anna Sophie af Danmark                                                         |   | Frederik III, re di Danimarca              |                                              |  |  |       |  |  |                                                |  |  |                                               |  |
|                                                                                |   | Sophie Amalie von Braunschweig-Lüneburg    | Georg, duca di Brunswick-Lüneburg            |  |  |       |  |  |                                                |  |  |                                               |  |
|                                                                                |   | Sophie Amalie von Braunschweig-Lüneburg    | Georg, duca di Brunswick-Lüneburg            |  |  |       |  |  |                                                |  |  |                                               |  |
|                                                                                |   | Sophie Amalie von Braunschweig-Lüneburg    | Anna Eleonore von Hessen-Darmstadt           |  |  |       |  |  |                                                |  |  |                                               |  |
| Fryderyk August Rutowski                                                       |   | Sophie Amalie von Braunschweig-Lüneburg    |                                              |  |  |       |  |  |                                                |  |  |                                               |  |
|                                                                                | … | …                                          |                                              |  |  |       |  |  |                                                |  |  |                                               |  |
|                                                                                | … | …                                          |                                              |  |  |       |  |  |                                                |  |  |                                               |  |
|                                                                                | … | …                                          |                                              |  |  |       |  |  |                                                |  |  |                                               |  |
| …                                                                              | … |                                            |                                              |  |  |       |  |  |                                                |  |  |                                               |  |
|                                                                                |   | …                                          | …                                            |  |  |       |  |  |                                                |  |  |                                               |  |
|                                                                                |   | …                                          | …                                            |  |  |       |  |  |                                                |  |  |                                               |  |
|                                                                                |   | …                                          | …                                            |  |  |       |  |  |                                                |  |  |                                               |  |
| Maria Aurora von Spiegel                                                       |   | …                                          |                                              |  |  |       |  |  |                                                |  |  |                                               |  |
|                                                                                |   | …                                          | …                                            |  |  |       |  |  |                                                |  |  |                                               |  |
|                                                                                |   | …                                          | …                                            |  |  |       |  |  |                                                |  |  |                                               |  |
|                                                                                |   | …                                          | …                                            |  |  |       |  |  |                                                |  |  |                                               |  |
| …                                                                              |   | …                                          |                                              |  |  |       |  |  |                                                |  |  |                                               |  |
|                                                                                |   | …                                          | …                                            |  |  |       |  |  |                                                |  |  |                                               |  |
|                                                                                |   | …                                          | …                                            |  |  |       |  |  |                                                |  |  |                                               |  |
|                                                                                |   | …                                          | …                                            |  |  |       |  |  |                                                |  |  |                                               |  |
|                                                                                |   | …                                          |                                              |  |  |       |  |  |                                                |  |  |                                               |  |